# Philomon Baffour
Philomon Baffour (* 6. Februar 2001) ist ein ghanaischer Fußballspieler.

## Karriere

### Klub
Er wechselte in der Saison 2018/19 von der zweiten Mannschaft des Dreams FC in deren A-Team, für welche er in der erstklassigen Premier League häufig zu Einsätzen kam. Im Februar 2022 wechselte er schließlich weiter nach Portugal zu Rio Ave, wo er zurzeit im Kader der U23-Mannschaft steht.

### Nationalmannschaft
Bei der U20-Nationalmannschaft war er einer der Stammspieler, welche den U-20-Afrika-Cup 2021 gewannen. Anschließend war er auch Teil des Kaders der Mannschaft beim Afrika-Cup 2022, kam dort jedoch nicht zum Einsatz.